# Belgium az 1956. évi nyári olimpiai játékokon
Belgium az ausztráliai Melbourne-ben és a svédországi Stockholmban megrendezett 1956. évi nyári olimpiai játékok egyik részt vevő nemzete volt. Az országot az olimpián 13 sportágban 57 sportoló képviselte, akik összesen 2 érmet szereztek.

## Érmesek
| Érem  | Versenyző    | Sportág    | Versenyszám        |
| ----- | ------------ | ---------- | ------------------ |
| Ezüst | Joseph Mewis | Birkózás   | Szabadfogás, 62 kg |
| Ezüst | André Nelis  | Vitorlázás | Finn dingi         |

## Atlétika
Férfi
| Versenyző              | Versenyszám    | Előfutam      | Előfutam      | Elődöntő | Elődöntő | Döntő      | Döntő    |
| Versenyző              | Versenyszám    | Idő           | Hely.         | Idő      | Hely.    | Idő        | Helyezés |
| ---------------------- | -------------- | ------------- | ------------- | -------- | -------- | ---------- | -------- |
| Émile Leva             | 800 m          | 1:52,0        | 3.            | 1:50,4   | 4.       | 1:51,8     | 7.       |
| Émile Leva             | 1500 m         | 4:06,0        | 12.           |          |          | kiesett    | kiesett  |
| André Ballieux         | 1500 m         | 3:49,8        | 6.            |          |          | kiesett    | kiesett  |
| Frans Herman           | 10 000 m       |               |               |          |          | nincs adat | 14.      |
| Frans Herman           | 3000 m akadály | nem ért célba | nem ért célba |          |          | kiesett    | kiesett  |
| Marcel Lambrechts      | 400 m gát      | 54,0          | 5.            | kiesett  | kiesett  | kiesett    | kiesett  |
| Aurèle Vandendriessche | Maraton        |               |               |          |          | 2:47:18    | 24.      |

| Versenyző       | Versenyszám | Selejtező | Selejtező | Döntő    | Döntő    |
| Versenyző       | Versenyszám | Eredmény  | Helyezés  | Eredmény | Helyezés |
| --------------- | ----------- | --------- | --------- | -------- | -------- |
| Walter Herssens | Hármasugrás | 14,05 m   | 29.       | kiesett  | kiesett  |

| Versenyző       | Versenyszám | 100 m | 100 m | Távolugrás | Távolugrás | Súlylökés | Súlylökés | Magasugrás | Magasugrás | 400 m            | 400 m            | 110 m gát     | 110 m gát     | Diszkoszvetés | Diszkoszvetés | Rúdugrás      | Rúdugrás      | Gerelyhajítás | Gerelyhajítás | 1500 m        | 1500 m        | Végeredmény   | Végeredmény   |
| Versenyző       | Versenyszám | Idő   | Pont  | Eredmény   | Pont       | Eredmény  | Pont      | Eredmény   | Pont       | Idő              | Pont             | Idő           | Pont          | Eredmény      | Pont          | Eredmény      | Pont          | Eredmény      | Pont          | Idő           | Pont          | Pont          | Helyezés      |
| --------------- | ----------- | ----- | ----- | ---------- | ---------- | --------- | --------- | ---------- | ---------- | ---------------- | ---------------- | ------------- | ------------- | ------------- | ------------- | ------------- | ------------- | ------------- | ------------- | ------------- | ------------- | ------------- | ------------- |
| Walter Herssens | Tízpróba    | 11,8  | 650   | 656 cm     | 656        | 11,12 m   | 509       | 180 cm     | 770        | nem állt rajthoz | nem állt rajthoz | nem ért célba | nem ért célba | nem ért célba | nem ért célba | nem ért célba | nem ért célba | nem ért célba | nem ért célba | nem ért célba | nem ért célba | nem ért célba | nem ért célba |

## Birkózás
Kötöttfogású
| Versenyző        | Versenyszám | 1. forduló                        | 1. forduló | 1. forduló | 2. forduló                 | 2. forduló | 2. forduló | 3. forduló                | 3. forduló | 3. forduló | 4. forduló        | 4. forduló | 4. forduló | 5. forduló        | 5. forduló | 5. forduló | Döntő             | Döntő   | Döntő   | Helyezés    |
| Versenyző        | Versenyszám | Ellenfél Eredmény                 | Pont       | Hely.      | Ellenfél Eredmény          | Pont       | Hely.      | Ellenfél Eredmény         | Pont       | Hely.      | Ellenfél Eredmény | Pont       | Hely.      | Ellenfél Eredmény | Pont       | Hely.      | Ellenfél Eredmény | Pont    | Hely.   | Helyezés    |
| ---------------- | ----------- | --------------------------------- | ---------- | ---------- | -------------------------- | ---------- | ---------- | ------------------------- | ---------- | ---------- | ----------------- | ---------- | ---------- | ----------------- | ---------- | ---------- | ----------------- | ------- | ------- | ----------- |
| Maurice Mewis    | 52 kg       | Monty Hakansson (AUS) · kétvállas | 0          | =1.        | Baranya István (HUN) · 0-3 | 3          | =6.        | Borivoj Vukov (YUG) · 0-3 | 6          | =7.        | kiesett           | kiesett    | kiesett    |                   |            |            | kiesett           | kiesett | kiesett | helyezetlen |
| Omer Vercouteren | 57 kg       | Yaşar Yılmaz (TUR) · 0-3          | 3          | =11.       | Dinko Petrov (BUL) · 0-3   | 6          | =12.       | kiesett                   | kiesett    | kiesett    | kiesett           | kiesett    | kiesett    | kiesett           | kiesett    | kiesett    | kiesett           | kiesett | kiesett | helyezetlen |

Szabadfogású
| Versenyző        | Versenyszám | 1. forduló              | 1. forduló | 1. forduló | 2. forduló                      | 2. forduló | 2. forduló | 3. forduló        | 3. forduló | 3. forduló | 4. forduló                   | 4. forduló | 4. forduló | 5. forduló        | 5. forduló | 5. forduló | Döntő                       | Döntő   | Döntő   | Helyezés    |
| Versenyző        | Versenyszám | Ellenfél Eredmény       | Pont       | Hely.      | Ellenfél Eredmény               | Pont       | Hely.      | Ellenfél Eredmény | Pont       | Hely.      | Ellenfél Eredmény            | Pont       | Hely.      | Ellenfél Eredmény | Pont       | Hely.      | Ellenfél Eredmény           | Pont    | Hely.   | Helyezés    |
| ---------------- | ----------- | ----------------------- | ---------- | ---------- | ------------------------------- | ---------- | ---------- | ----------------- | ---------- | ---------- | ---------------------------- | ---------- | ---------- | ----------------- | ---------- | ---------- | --------------------------- | ------- | ------- | ----------- |
| Omer Vercouteren | 57 kg       | Adolfo Díaz (ARG) · 0-3 | 3          | =8.        | Tarashkeswar Pandey (IND) · 0-3 | 6          | =11.       | kiesett           | kiesett    | kiesett    | kiesett                      | kiesett    | kiesett    |                   |            |            | kiesett                     | kiesett | kiesett | helyezetlen |
| Joseph Mewis     | 62 kg       | Ram Sarup (IND) · 3-0   | 1          | =4.        | Erkki Penttilä (FIN) · 3-0      | 2          | =4.        | erőnyerő          | 2          | =1.        | Linar Salimullin (URS) · 3-0 | 3          | 1.         | erőnyerő          | 3          | 1.         | Szaszahara Sózó (JPN) · 0-3 | 6       | 2.      |             |

## Evezés
| Versenyző                                        | Versenyszám              | Előfutam | Előfutam | Vigaszág | Vigaszág | Elődöntő | Elődöntő | Döntő   | Döntő   | Helyezés    |
| Versenyző                                        | Versenyszám              | Idő      | Hely.    | Idő      | Hely.    | Idő      | Hely.    | Idő     | Hely.   | Helyezés    |
| ------------------------------------------------ | ------------------------ | -------- | -------- | -------- | -------- | -------- | -------- | ------- | ------- | ----------- |
| Fernand Steenacker Henri Steenacker              | Kétpárevezős             | 7:24,1   | 4.       | 9:01,9   | 3.       |          |          | kiesett | kiesett | helyezetlen |
| Bob Baetens Michel Knuysen                       | Kormányos nélküli kettes | 7:45,6   | 3.       | 8:14,2   | 3.       | kiesett  | kiesett  | kiesett | kiesett | helyezetlen |
| Livien Ven Antoon Ven Jos Van Thillo (kormányos) | Kormányos kettes         | 8:10,6   | 3.       | 9:12,7   | 1.       | 9:29,3   | 3.       | kiesett | kiesett | helyezetlen |

## Gyeplabda
| Belga férfi gyeplabdacsapat-játékoskeret                                                               | Belga férfi gyeplabdacsapat-játékoskeret                                                                          |
| --- | --- |
| - André Carbonnelle - Luc Decrop - Jean Dubois - Jean-Jacques Enderle - Yvan Freedman - Roger Goossens | - Franz Lorette - André Muschs - Roger Paternoster - Jean-Pierre Rensburg - Jean Van Leer - Jacques Vanderstappen |

### Eredmények
| Színmagyarázat               |
| ---------------------------- |
| Bejutott az elődöntőbe.      |
| Az 5–8. helyért játszhattak. |
| A 9–12. helyért játszhattak. |

Csoportkör
C csoport
| Csapat                      | M | Gy | D | V | G+ | G– | Gk | P |
| --------------------------- | - | -- | - | - | -- | -- | -- | - |
| Pakisztán (PAK)             | 3 | 2  | 1 | 0 | 7  | 1  | +6 | 5 |
| Egyesült Német Csapat (EUA) | 3 | 1  | 2 | 0 | 5  | 4  | +1 | 4 |
| Új-Zéland (NZL)             | 3 | 1  | 0 | 2 | 8  | 10 | –2 | 2 |
| Belgium (BEL)               | 3 | 0  | 1 | 2 | 0  | 5  | –5 | 1 |

| 1956. november 23. 16:00 | Pakisztán (PAK) | 2 – 0 | Belgium (BEL) |  |
| 1956. november 23. 16:00 | (1 – 0)         |       |               |  |

| 1956. november 27. 16:00 | Egyesült Német Csapat (EUA) | 0 – 0 | Belgium (BEL) |  |
| 1956. november 27. 16:00 | (0 – 0)                     |       |               |  |

| 1956. november 29. 16:00 | Új-Zéland (NZL) | 3 – 0 | Belgium (BEL) |  |
| 1956. november 29. 16:00 | (1 – 0)         |       |               |  |

Az 5–8. helyért
| 1956. december 3. 11:30 | Belgium (BEL) | 2 – 2 | Ausztrália (AUS) |  |
| 1956. december 3. 11:30 |               |       |                  |  |

| 1956. december 4. 9:00 | Belgium (BEL) | 5 – 0 | Szingapúr (SIN) |  |
| 1956. december 4. 9:00 |               |       |                 |  |

| 1956. december 6. 9:00 | Új-Zéland (NZL) | 3 – 2 | Belgium (BEL) |  |
| 1956. december 6. 9:00 |                 |       |               |  |

| Csapat           | M | Gy | D | V | G+ | G– | Gk  | P |
| ---------------- | - | -- | - | - | -- | -- | --- | - |
| Ausztrália (AUS) | 3 | 2  | 1 | 0 | 8  | 2  | +6  | 5 |
| Új-Zéland (NZL)  | 3 | 2  | 0 | 1 | 16 | 3  | +13 | 4 |
| Belgium (BEL)    | 3 | 1  | 1 | 1 | 9  | 5  | +4  | 3 |
| Szingapúr (SIN)  | 3 | 0  | 0 | 3 | 0  | 23 | –23 | 0 |

| Csapat        | Helyezés |
| ------------- | -------- |
| Belgium (BEL) | 7.       |

## Kajak-kenu
Férfi
| Versenyző                             | Versenyszám         | Előfutam | Előfutam | Döntő  | Döntő    |
| Versenyző                             | Versenyszám         | Idő      | Hely.    | Idő    | Helyezés |
| ------------------------------------- | ------------------- | -------- | -------- | ------ | -------- |
| Henri Verbrugghe Germaan Van De Moere | Kajak kettes 1000 m | 4:04,7   | 2.       | 3:58,7 | 6.       |

## Kerékpározás

### Országúti kerékpározás
| Versenyző                                                                           | Versenyszám          | Idő              | Helyezés      |
| ----------------------------------------------------------------------------------- | -------------------- | ---------------- | ------------- |
| Gustaaf De Smet                                                                     | Mezőnyverseny        | 5:26:47 (+5:30)  | 24.           |
| François De Wagheneire                                                              | Mezőnyverseny        | nem ért célba    | nem ért célba |
| François Van Den Bosch                                                              | Mezőnyverseny        | 5:38:16 (+16:59) | 42.           |
| Norbert Verougstraete                                                               | Mezőnyverseny        | 5:26:47 (+5:30)  | 23.           |
| Versenyző                                                                           | Versenyszám          | Pont             | Helyezés      |
| Gustaaf De Smet François De Wagheneire François Van Den Bosch Norbert Verougstraete | Csapat mezőnyverseny | 89               | 7.            |

### Pálya-kerékpározás
Sprintverseny
| Versenyző        | Versenyszám  | 1. forduló                                      | 1. forduló | Vigaszág selejtező                                         | Vigaszág selejtező | Vigaszág döntő               | Vigaszág döntő | Negyeddöntő          | Elődöntő             | Döntő                | Helyezés    |
| Versenyző        | Versenyszám  | Ellenfelek Győztes idő                          | Hely.      | Ellenfelek Győztes idő                                     | Hely.              | Ellenfél Győztes idő         | Hely.          | Ellenfél Győztes idő | Ellenfél Győztes idő | Ellenfél Győztes idő | Helyezés    |
| ---------------- | ------------ | ----------------------------------------------- | ---------- | ---------------------------------------------------------- | ------------------ | ---------------------------- | -------------- | -------------------- | -------------------- | -------------------- | ----------- |
| Evrard Godefroid | Férfi egyéni | Richard Ploog (AUS) · Lê Văn Phươc (VIE) · 11,4 | 2.         | Muhammad Shah Rukh (PAK) · Lê Văn Phươc (VIE) · nincs adat | 1.                 | Warren Johnston (NZL) · 12,0 | 2.             | kiesett              | kiesett              | kiesett              | helyezetlen |

Időfutam
| Versenyző        | Versenyszám  | Idő    | Helyezés |
| ---------------- | ------------ | ------ | -------- |
| Evrard Godefroid | Férfi egyéni | 1:16,5 | =19.     |

Üldözőverseny
| Versenyző                                                                | Versenyszám  | Selejtező                                                                                       | Selejtező | Selejtező | Negyeddöntő                                                                                   | Negyeddöntő | Negyeddöntő | Elődöntő     | Elődöntő  | Elődöntő | Döntő        | Döntő     | Helyezés |
| Versenyző                                                                | Versenyszám  | Ellenfél Idő                                                                                    | Saját idő | Hely.     | Ellenfél Idő                                                                                  | Saját idő   | Hely.       | Ellenfél Idő | Saját idő | Hely.    | Ellenfél Idő | Saját idő | Helyezés |
| ------------------------------------------------------------------------ | ------------ | ----------------------------------------------------------------------------------------------- | --------- | --------- | --------------------------------------------------------------------------------------------- | ----------- | ----------- | ------------ | --------- | -------- | ------------ | --------- | -------- |
| André Bar Gustaaf De Smet François De Wagheneire Guillaume Van Tongerloo | Férfi csapat | Szovjetunió (URS) · Rodislav Chizhikov · Eduard Gusev · Viktor Ilyin · Volodymyr Mitin · 4:54,4 | 4:55,6    | 2.        | Dél-afrikai Unió (RSA) · Robert Fowler · Jan Hettema · Charles Jonker · Alfred Swift · 4:47,8 | 4:54,6      | 2.          | kiesett      | kiesett   | kiesett  | kiesett      | kiesett   | 5.       |

## Lovaglás
megjegyzés: A lovas versenyszámokat a svédországi Stockholmban rendezték meg a szigorú ausztrál állat-egészségügyi szabályok miatt.
Díjugratás
| Versenyző                                         | Ló                      | Versenyszám | 1. forduló | 1. forduló | 2. forduló    | 2. forduló    | Összesen    | Összesen    |
| Versenyző                                         | Ló                      | Versenyszám | Pont       | Hely.      | Pont          | Hely.         | Pont        | Helyezés    |
| ------------------------------------------------- | ----------------------- | ----------- | ---------- | ---------- | ------------- | ------------- | ----------- | ----------- |
| Raymond Lombard                                   | Dandy                   | Egyéni      | 50,50      | 45.        | 36,00         | =39.          | 86,50       | 43.         |
| Georges Poffé                                     | Hicamboy                | Egyéni      | 12,00      | 8.         | nem ért célba | nem ért célba | helyezetlen | helyezetlen |
| Brigitte Schockaert                               | Muscadin                | Egyéni      | 32,00      | =35.       | 27,00         | 29.           | 59,00       | =34.        |
| Raymond Lombard Georges Poffé Brigitte Schockaert | Dandy Hicamboy Muscadin | Csapat      | 94,50      | 10.        | nem ért célba | nem ért célba | helyezetlen | helyezetlen |

## Ökölvívás
| Versenyző         | Versenyszám | 32-es főtábla     | Nyolcaddöntő          | Negyeddöntő       | Elődöntő          | Döntő             | Helyezés |
| Versenyző         | Versenyszám | Ellenfél Eredmény | Ellenfél Eredmény     | Ellenfél Eredmény | Ellenfél Eredmény | Ellenfél Eredmény | Helyezés |
| ----------------- | ----------- | ----------------- | --------------------- | ----------------- | ----------------- | ----------------- | -------- |
| Daniel Hellebuyck | Harmatsúly  | erőnyerő          | Owen Reilly (GBR) · V | kiesett           | kiesett           | kiesett           | 9.       |

## Sportlövészet
Férfi
| Versenyző        | Versenyszám           | Döntő | Döntő    |
| Versenyző        | Versenyszám           | Pont  | Helyezés |
| ---------------- | --------------------- | ----- | -------- |
| Marcel Lafortune | Szabadpisztoly        | 518   | 23.      |
| Frans Lafortune  | Sportpuska, fekvő     | 585   | 42.      |
| Frans Lafortune  | Sportpuska, összetett | 1145  | 19.      |

## Súlyemelés
| Versenyző   | Versenyszám | Nyomás   | Nyomás   | Szakítás | Szakítás | Lökés    | Lökés    | Összesen | Helyezés |
| Versenyző   | Versenyszám | Eredmény | Helyezés | Eredmény | Helyezés | Eredmény | Helyezés | Összesen | Helyezés |
| ----------- | ----------- | -------- | -------- | -------- | -------- | -------- | -------- | -------- | -------- |
| Willy Claes | 82,5 kg     | 107,5    | 9.       | 112,5    | 9.       | 137,5    | 9.       | 357,5    | 9.       |

## Úszás
Férfi
| Versenyző      | Versenyszám | Előfutam | Előfutam | Előfutam | Elődöntő | Elődöntő | Elődöntő | Döntő   | Döntő    |
| Versenyző      | Versenyszám | Idő      | Hely.    | Össz.    | Idő      | Hely.    | Össz.    | Idő     | Helyezés |
| -------------- | ----------- | -------- | -------- | -------- | -------- | -------- | -------- | ------- | -------- |
| André Laurent  | 100 m gyors | 1:00,7   | 7.       | 32.*     | kiesett  | kiesett  | kiesett  | kiesett | kiesett  |
| Gilbert Desmit | 200 m mell  | 2:43,5   | 4.       | 9.       |          |          |          | kiesett | kiesett  |
| Louis Kozma    | 200 m mell  | 2:48,4   | 4.       | 12.      |          |          |          | kiesett | kiesett  |

Női
| Versenyző        | Versenyszám | Előfutam | Előfutam | Előfutam | Elődöntő | Elődöntő | Elődöntő | Döntő   | Döntő    |
| Versenyző        | Versenyszám | Idő      | Hely.    | Össz.    | Idő      | Hely.    | Össz.    | Idő     | Helyezés |
| ---------------- | ----------- | -------- | -------- | -------- | -------- | -------- | -------- | ------- | -------- |
| Irène Sweyd      | 100 m gyors | 1:08,9   | 6.       | 26.      | kiesett  | kiesett  | kiesett  | kiesett | kiesett  |
| Colette Goossens | 200 m mell  | 3:00,5   | 5.       | 10.      |          |          |          | kiesett | kiesett  |
| Novák Éva        | 200 m mell  | 3:02,7   | 6.       | 11.      |          |          |          | kiesett | kiesett  |

* - egy másik versenyzővel azonos időt ért el

## Vitorlázás
Nyílt
| Versenyző   | Versenyszám | Futam | Futam | Futam | Futam | Futam | Futam | Futam | Pontszám | Helyezés |
| Versenyző   | Versenyszám | 1     | 2     | 3     | 4     | 5     | 6     | 7     | Pontszám | Helyezés |
| ----------- | ----------- | ----- | ----- | ----- | ----- | ----- | ----- | ----- | -------- | -------- |
| André Nelis | Finn dingi  | 624   | 1402  | (0)   | 1101  | 1101  | 925   | 1101  | 6254     |          |

## Vívás
Férfi
| Versenyző                                                                           | Versenyszám       | Csoportkör | Csoportkör | Csoportkör | Csoportkör       | Csoportkör | Csoportkör | Csoportkör        | Csoportkör | Helyezés    |
| Versenyző                                                                           | Versenyszám       | 1. kör | 1. kör     | Negyeddöntő | Negyeddöntő      | Elődöntő | Elődöntő   | Döntő             | Döntő      | Helyezés    |
| Versenyző                                                                           | Versenyszám       | Ellenfél Eredmény | Hely.      | Ellenfél Eredmény | Hely.            | Ellenfél Eredmény | Hely.      | Ellenfél Eredmény | Hely.      | Helyezés    |
| ----------------------------------------------------------------------------------- | ----------------- | --- | ---------- | --- | ---------------- | --- | ---------- | ----------------- | ---------- | ----------- |
| François Dehez                                                                      | Tőr, egyéni       | |            | 2. csoport · Jurij Oszipov (URS) · 5-1 · Günter Stratmann (EUA) · 5-3 · Gabriel Blando (COL) · 5-4 · Michael Sichel (AUS) · 0-5 · Albert Axelrod (USA) · 4-5 · Edoardo Mangiarotti (ITA) · 0-5 · Jacques Lataste (FRA) · 2-5 | 6.               | kiesett | kiesett    | kiesett           | kiesett    | helyezetlen |
| André Verhalle                                                                      | Tőr, egyéni       | |            | 4. csoport · Mark Midler (URS) · 5-1 · René Paul (GBR) · 5-1 · David McKenzie (AUS) · 5-2 · Roland Asselin (CAN) · 5-3 · Emilio Echeverry (COL) · 5-2 · Christian d’Oriola (FRA) · 1-5 · Fülöp Mihály (HUN) · 4-5 | 4.               | 1. csoport · Antonio Spallino (ITA) · 5-2 · Jurij Rudov (URS) · 5-0 · Michael Sichel (AUS) · 5-3 · Claude Netter (FRA) · 2-5 · Raymond Paul (GBR) · 1-5 · Mark Midler (URS) · 3-5 · Albert Axelrod (USA) · nem vívtak                                                                             | 5.         | kiesett           | kiesett    | helyezetlen |
| Ghislain Delaunois                                                                  | Tőr, egyéni       | |            | 3. csoport · Claude Netter (FRA) · 5-4 · Raymond Paul (GBR) · 5-3 · Santiago Massini (ARG) · 5-3 · Byron Krieger (USA) · 5-2 · Brian McCowage (AUS) · 4-5 · Giancarlo Bergamini (ITA) · 2-5 · Somodi Lajos (HUN) · 0-5 · Rájátszás: · Raymond Paul (GBR) · 5-4 · Giancarlo Bergamini (ITA) · 4-5                                                            | 5. Rájátszás: 3. | kiesett | kiesett    | kiesett           | kiesett    | helyezetlen |
| Ghislain Delaunois                                                                  | Párbajtőr, egyéni | 1. csoport · Sewall Shurtz (USA) · 5-4 · Roland Asselin (CAN) · 5-1 · Väinö Korhonen (FIN) · 5-4 · Alfredo Yanguas (COL) · 5-3 · Arnold Csarnusevics (URS) · 5-5 · Émile Gretsch (LUX) · 3-5                                                                             | 3.         | 3. csoport · Armand Mouyal (FRA) · 5-1 · Günter Stratmann (EUA) · 5-5 · Allan Jay (GBR) · 5-4 · Richard Stone (AUS) · 5-1 · Édouard Schmit (LUX) · 1-5 · Giuseppe Delfino (ITA) · nem vívtak | 2.               | 1. csoport · Balthazár Lajos (HUN) · 5-2 · Edoardo Mangiarotti (ITA) · 5-2 · Giuseppe Delfino (ITA) · 5-5 · Carl Forssell (SWE) · 5-0 · René Queyroux (FRA) · 2-5 · Sewall Shurtz (USA) · 3-5 · Édouard Schmit (LUX) · 5-5 · Rájátszás: · Giuseppe Delfino (ITA) · 2-5                            | 5.         | kiesett           | kiesett    | helyezetlen |
| Roger Achten                                                                        | Párbajtőr, egyéni | 3. csoport · Per Carleson (SWE) · 5-4 · Richard Stone (AUS) · 5-0 · Fernand Leischen (LUX) · 5-4 · Santiago Massini (ARG) · 5-3 · Richard Pew (USA) · 4-5 · Emilio Echeverry (COL) · 4-5                                                                                 | 3.         | 2. csoport · Carlo Pavesi (ITA) · 5-4 · Per Carleson (SWE) · 3-5 · René Queyroux (FRA) · 4-5 · Balthazár Lajos (HUN) · 4-5 · Arnold Csarnusevics (URS) · 2-5 · Kinmont Hoitsma (USA) · 4-5 | 7.               | kiesett | kiesett    | kiesett           | kiesett    | helyezetlen |
| Jacques Debeur                                                                      | Párbajtőr, egyéni | 2. csoport · Revaz Tsirek'idze (URS) · 5-4 · Siha Sukarno (INA) · 5-1 · Emiliano Camargo (COL) · 5-2 · Masayuki Sano (JPN) · 5-0 · Berndt-Otto Rehbinder (SWE) · 3-5 · Günter Stratmann (EUA) · 4-5 · Ivan Lund (AUS) · 4-5 · Rájátszás: · Revaz Tsirek'idze (URS) · 5-4 | 4.         | 1. csoport · Richard Pew (USA) · 5-4 · Bill Hoskyns (GBR) · 5-3 · Edoardo Mangiarotti (ITA) · 2-5 · Carl Forssell (SWE) · 3-5 · Émile Gretsch (LUX) · 2-5 · Rerrich Béla (HUN) · 3-5 | 7.               | kiesett | kiesett    | kiesett           | kiesett    | helyezetlen |
| Marcel Van Der Auwera                                                               | Kard, egyéni      | 3. csoport · Gastone Darè (ITA) · nincs adat · Bill Hoskyns (GBR) · nincs adat · Leslie Fadgyas (AUS) · nincs adat · Roland Asselin (CAN) · nincs adat · José del Carmen (COL) · nincs adat · Összesítés: 2GY-3V (20-18) · Rájátszás: · Roland Asselin (CAN) · 5-3       | 4.         | 2. csoport · Gerevich Aladár (HUN) · nincs adat · Luigi Narduzzi (ITA) · nincs adat · Jevhen Cserepovszkij (URS) · nincs adat · Olgierd Porebski (GBR) · nincs adat · Marian Kuszewski (POL) · nincs adat · Emilio Echeverry (COL) · nincs adat · Összesítés: 3GY-3V (23-22) · Rájátszás: · Jevhen Cserepovszkij (URS) · 5-1 · Olgierd Porebski (GBR) · 2-5 | 4. Rájátszás: 2. | 2. csoport · Kovács Pál (HUN) · nincs adat · Gerevich Aladár (HUN) · nincs adat · Lev Kuznyecov (URS) · nincs adat · Wojciech Zabłocki (POL) · nincs adat · Roberto Ferrari (ITA) · nincs adat · Jacques Roulot (FRA) · nincs adat · George Worth (USA) · nincs adat · Összesítés: 1GY-6V (19-32) | 8.         | kiesett           | kiesett    | helyezetlen |
| Jacques Debeur Ghislain Delaunois Marcel Van Der Auwera André Verhalle              | Tőr, csapat       | 1. csoport · Franciaország (FRA) · 4-10 · Szovjetunió (URS) · 9-7 | 3.         | |                  | kiesett | kiesett    | kiesett           | kiesett    | helyezetlen |
| Roger Achten Jacques Debeur François Dehez Ghislain Delaunois Marcel Van Der Auwera | Párbajtőr, csapat | 3. csoport · Luxemburg (LUX) · 11-5 · Franciaország (FRA) · nem vívtak | 1.         | |                  | 1. csoport · Olaszország (ITA) · 8 (63)-8 (67) · Magyarország (HUN) · 5-11 | 3.         | kiesett           | kiesett    | =5.         |